# 本·汉德劳腾
本杰明·路易斯·汉德劳腾（英語：Benjamin Louis Handlogten，1973年11月16日—），美国NBA联盟前职业篮球运动员。